# Homoporus rosae
Homoporus rosae is een vliesvleugelig insect uit de familie Pteromalidae. De wetenschappelijke naam is voor het eerst geldig gepubliceerd in 1970 door Boucek.